# City of Angels (nummer)
City of Angels is een nummer van de alternatieve rockband 30 Seconds to Mars. Het nummer werd uitgebracht als de derde single van Love Lust Faith + Dreams, het vierde studioalbum van de band.

## Tracklist
| Nr. | Titel                          | Duur  |
| --- | ------------------------------ | ----- |
| 1.  | City of Angels (radio edit)    | 04:13 |
| 2.  | City of Angels (album version) | 05:02 |